# Skander Zaid
Skander Zaid, né le 23 avril 1997 à Béni Khiar, est un handballeur tunisien jouant au poste d'arrière.

## Palmarès

### En équipe nationale
- 19e place au championnat du monde 2017 ( France)
- 25e place au championnat du monde 2021 ( Égypte)
- Médaille d'or au championnat d'Afrique 2018 ( Gabon)

### Distinctions individuelles
- Meilleur buteur du championnat du monde junior 2017 (76 buts)
- Meilleur buteur de la coupe du monde des clubs 2019 (29 buts)